# Красноклювая овсянка
Красноклювая овсянка (лат. Emberiza caesia) — вид птиц семейства овсянковых.

## Описание
Красноклювая овсянка длиной 16 см и весом примерно 20 г очень похожа на садовую овсянку (Emberiza hortulana). Тем не менее, голова у неё яркого голубовато-серого цвета. Горло и «борода» коричневые (не жёлтые как у садовой), клюв красновато-розовый. Оперение самки более тусклое и с большим количеством полос чем у самца и может отличаться от самки садовой овсянки коричневым горлом и «бородой». Молодых птиц очень сложно отличить от молодых птиц садовой овсянки, от молодых птиц горной овсянки их отличает красноватый клюв. 
Пение похоже на пение садовой овсянки, однако, короче и звучит как «дю-дю-дю-дюи».

## Распространение
Красноклювая овсянка любит каменистые склоны с отдельно стоящими кустами и деревьями, а также полупустыни. Это перелётная птица, в Юго-Восточной Европе вид залётный. Он гнездится по всей Греции, на средиземноморском побережье Турции и Кипра, на восточном побережье Средиземного моря в Передней Азии. Он зимует в Судане в Африке. Реже он встречается на средиземноморском побережье Западной Европы, иногда отдельные особи долетают до Гельголанда.

## Питание
Птица питается семенами и насекомыми. 

## Размножение
Гнездо из стебельков, соломинок и корней строит на земле между камнями, часто в густой растительности и выстилает волосами. Самка кладёт 4—6 беловатых или сероватых яиц длиной примерно 19 мм. В год бывает две кладки. Инкубационный период длится 12—14 дней. Птенцы оперяются через 12—13 дней.